# Schlupfloch

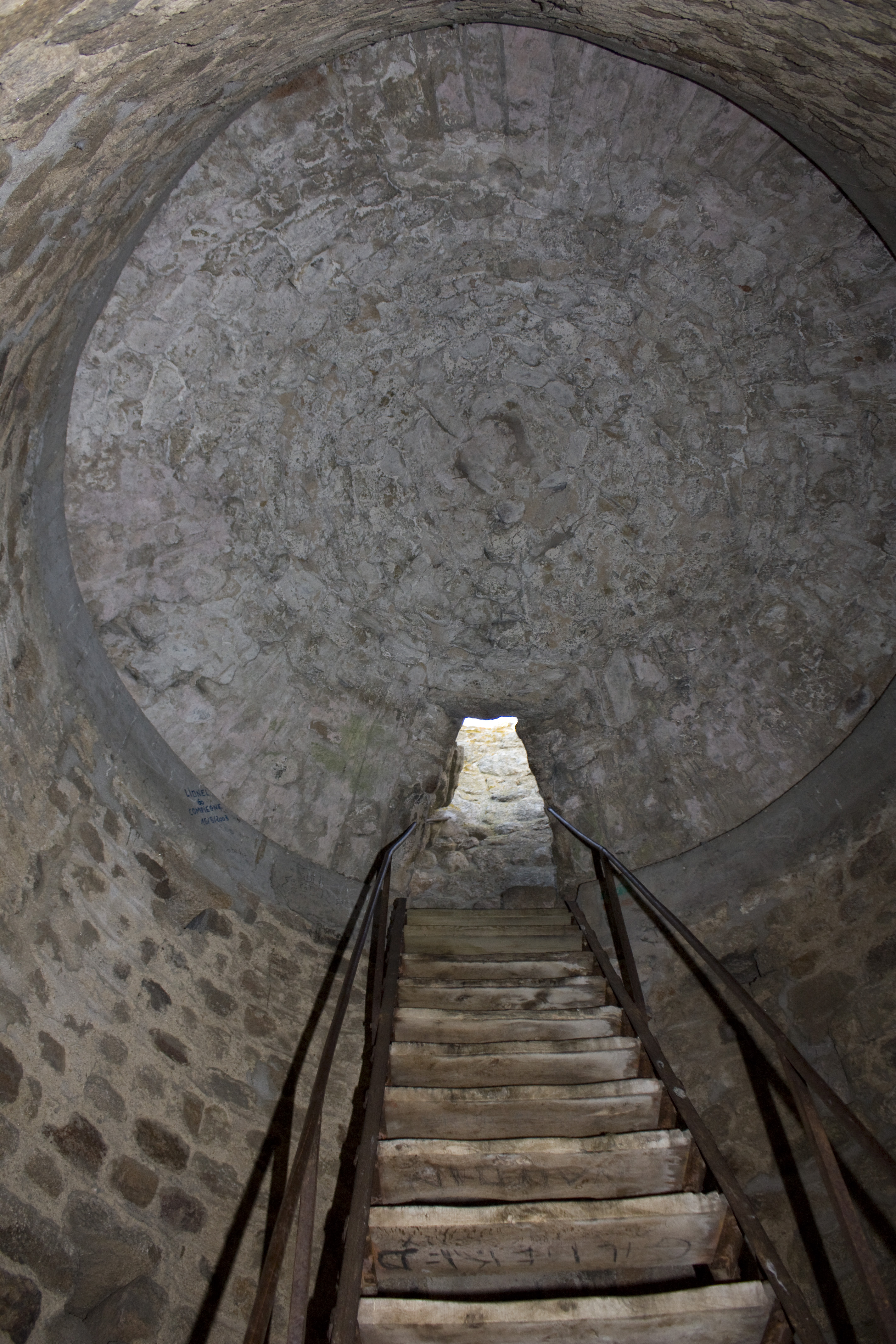
Schlupfloch am Ende der Turmtreppe

Ein Schlupfloch ist, im engeren Sinn, ein Durchgang oder Ort, durch, aus dem oder in den man nur durch Verbiegen des Körpers gelangen kann, oftmals nur durch das Entlangschleifen des Körpers an den Wänden oder der Decke.
Im weiteren bzw. übertragenen Sinn ist es auch eine Möglichkeit für Mensch oder Tier, knapp einer Gefahr, unangenehmen Situation, einem persönlichen Nachteil etc. zu entkommen (z. B. „durch die Maschen des Gesetzes schlüpfen“, „ein Schlupfloch im Gesetz finden“, „Steuerschlupflöcher finden/schließen“, sich Schlupflöcher offenhalten etc.).
Als Schlupfloch werden auch Öffnungen von ansonsten allseitig geschlossenen Vogelnestern und Nistkästen bezeichnet. Literarisch werden „dramaturgische Schlupflöcher“ auch für scheinbar ausweglose Situationen eingesetzt, um Spannung zu erzeugen.

## Herleitung
Der Begriff Schlupfloch ist nach Johann Christoph Adelung „ein Loch, eine Öffnung, in und durch welche man nur schlupfen kann. Ingleichen, figürlich, ein Ort, durch welchen man auf eine verborgene Art entkommen kann, ingleichen wo man sich verbergen kann“.

Sinnverwandt hierzu ist daher der Schlupfwinkel. Nach Adelung „ein Winkel, in welchen man schlupft, d. i. sich auf eine unbemerkte Art begibt. In weiterer Bedeutung, ein jeder verborgener Ort, in welchem man sich aus schädlichen oder bösen Absichten verbirgt.“ Der Begriff „Schlupfloch“ wird jedoch oftmals auch im Sinne von „Schlupfwinkel“ verwendet (z. B. im Sinne von Unterschlupf, Refugium, Versteck, Obdach, Zufluchtsstätte, Zuflucht, Zufluchtsort, sicherer Hafen etc., „sich in sein Schlupfloch zurückziehen“). Der Dichter Karl Griesheim im Vierzeiler Flucht: 

„Suchst vor dem Jammer du, Freund, dir ein glücklich dich bergendes Schlupfloch, Ringsher suchst du’s umsonst, kannst ja dir selbst nicht entflieh’n.“

 nennt ebenfalls das Schlupfloch synonym zu Schlupfwinkel.
Den Begriffen:
- Abschlüpfen,[6]
- Durchschlupf,
- Hineinschlüpfen (z. B. in einen Mantel),
- Schlippe,[7]
- Schluff,[8]
- Schlupf (Reibung),
- Schlüpfen (im Sinne von „Ausschlüpfen“),
- Schlupfloch, Schlupfwinkel,
- Schlupfpforte, Schlupftür,
- Slip, Slipanlage, Slippen (Schifffahrt)

ist gemein, dass es ein „Intensivum von schliefen“ ist, und „[…] statt desselben auch im Hochdeutschen üblich, setzet aber wegen der intensiven Form eine engere Öffnung, mehr windende Bemühung und eine größere Glätte oder Biegsamkeit des Leibes voraus; sich mit einem glatten oder biegsamen Körper durch eine enge Öffnung winden, da es denn auch oft in weiterer Bedeutung für schnell kriechen oder schnell schleichen überhaupt gebraucht wird“.
Schlupfen / schlüpfen / schlüpfrig siehe auch: engl.: to slip (rutschen), im nieders.: slupen, schwed.: slipa (schleifen), niederl.: slippen (rutschen).
Schlupfen unterscheidet in der Bewegungsform vom schleifenden Kriechen in der Regel dadurch, dass die normale Haltung (z. B. durch einen Zaun schlüpfen, aus einem Loch schlüpfen, aus dem Nest schlüpfen etc.) bzw. das Stehen (z. B. in einen Mantel schlüpfen) nicht sehr stark verändert wird (Ausnahme: aus dem Ei schlüpfen).

## Schlupfloch/Schlupfwinkel in Bibel und Koran
In der Bibel wird mehrfach Bezug genommen auf Schlupflöcher und Schlupfwinkel (im Sinne von Unterschlupf, Zuflucht), welche in Notzeiten angelegt oder benutzt wurden. In ähnlichem Sinne werden auch im Koran Schlupflöcher/Schlupfwinkel etc. erwähnt.